# Samoleae
Samoleae es una tribu de plantas   perteneciente a la familia Primulaceae. Tiene un único género, Samolus.